# Bernhard Keimer
Bernhard Keimer (* 24. August 1964 in Ratingen) ist ein deutscher Physiker und Direktor am Max-Planck-Institut für Festkörperforschung in Stuttgart.

## Leben
Keimer studierte von 1983 bis 1986 Physik an der Technischen Universität München und von 1986 bis 1991 am Massachusetts Institute of Technology, wo er 1991 seinen Ph.D. erhielt. Von 1991 bis 1992 war er Postdoctoral Associate am MIT, und von 1992 bis 1999 Assistant Professor, Associate Professor und Full Professor of Physics an der Princeton University. Seit 1998 ist er Wissenschaftliches Mitglied der Max-Planck-Gesellschaft und Direktor am Max-Planck-Institut für Festkörperforschung, und seit 2000 Honorarprofessor an der Universität Stuttgart. Er ist Sprecher der International Max Planck Research School for Condensed Matter Science und Co-Direktor des Max Planck – University of British Columbia Center for Quantum Materials. Des Weiteren ist er seit 2016 Vorsitzender des Universitätsrats der Universität Stuttgart und seit Juli 2020 Vorsitzender des Wissenschaftlichen Rates der Max-Planck-Gesellschaft.

## Preise und Auszeichnungen
Im Jahr 2011 wurde Keimer von der Deutschen Forschungsgemeinschaft  mit dem Gottfried-Wilhelm-Leibniz-Preis ausgezeichnet. In seiner Zeit an der Princeton University erhielt er 1996 eine Research Fellowship der Alfred P. Sloan Foundation sowie eine der David and Lucile Packard Foundation. Er ist Mitglied der Heidelberger Akademie der Wissenschaften und Fellow der Fakultät für Ingenieurwissenschaften der Universität Tokio. Im Jahr 2015 erhielt er einen Advanced Grant des Europäischen Forschungsrats, 2024 folgte ein weiterer. Für 2022 wurde Keimer der Kamerlingh Onnes Prize zugesprochen.

## Forschung
Keimers Forschungsschwerpunkte sind kollektive Quantenphänomene (wie z. B. die unkonventionelle Supraleitung und deren Wechselspiel mit Spin-, Ladungs- und Orbitalordnung) in Materialien mit starken elektronischen Korrelationen und an Grenzflächen komplexer Materialien. Eine von Keimer intensiv untersuchte Materialklasse sind die oxidischen Hochtemperatursupraleiter, beispielsweise YBa2Cu3O7–x. Seine Arbeitsgruppe entwickelt neue spektroskopische Methoden (wie z. B. höchstauflösende Neutronenspektroskopie), um die Mechanismen dieser Phänomene aufzuklären.

## Veröffentlichungen
- V. Hinkov, D. Haug, B. Fauqué, P. Bourges, Y. Sidis, A. Ivanov, C. Bernhard, C.T. Lin, B. Keimer. Electronic Liquid Crystal State in the High-Temperature Superconductor YBa2Cu3O6.45. Science 319, 597 (2008).
- T. Dahm, V. Hinkov, S.V. Borisenko, A.A. Kordyuk, V.B. Zabolotnyy, J. Fink, B. Büchner, D.J. Scalapino, W. Hanke, B. Keimer. Strength of the spin-fluctuation-mediated pairing interaction in a high-temperature superconductor. Nature Physics 5, 217 (2009).
- M. Le Tacon, G. Ghiringhelli, J. Chaloupka, M. Moretti Sala, V. Hinkov, M.W. Haverkort, M. Minola, M. Bakr, K.J. Zhou, S. Blanco-Canosa, C. Monney, Y.T. Song, G.L. Sun, C.T. Lin, G.M. De Luca, M. Salluzzo, G. Khaliullin, T. Schmitt, L. Braicovich, Keimer. Intense paramagnon excitations in a large family of high-temperature superconductors. Nature Physics 7, 725 (2011).
- S.P. Bayrakci, D. A. Tennant, Ph. Leininger, T. Keller, M.C.R. Gibson, S.D. Wilson, R.J. Birgeneau, B. Keimer. Lifetimes of Antiferromagnetic Magnons in Two and Three Dimensions: Experiment, Theory, and Numerics. Phys. Rev. Lett. 111, 017204 (2013).
- M. Le Tacon, A. Bosak, S.M. Souliou, G. Dellea, T. Loew, R. Heid, K.-P. Bohnen, G. Ghiringhelli, M. Krisch, B. Keimer. Inelastic X-ray scattering in YBa2Cu3O6.6 reveals giant phonon anomalies and elastic central peak due to charge-density-wave formation. Nature Physics 10, 52 (2014).
- J. Chakhalian, J.W. Freeland, H.-U. Habermeier, G. Cristiani, G. Khaliullin, M. van Veenendaal, B. Keimer. Orbital reconstruction and covalent bonding at an oxide interface. Science 318, 1114 (2007).
- E. Benckiser, M.W. Haverkort, S. Brück, E. Goering, S. Macke, A. Frañó, X. Yang, O.K. Andersen, G. Cristiani, H.-U. Habermeier, A.V. Boris, I. Zegkinoglou, P. Wochner, H.J. Kim, V. Hinkov, B. Keimer. Orbital reflectometry of oxide heterostructures. Nature Materials 10, 189 (2011).
- A.V. Boris, Y. Matiks, E. Benckiser, A. Frañó, P. Popovich, V. Hinkov, P. Wochner, M. Castro-Colin, E. Detemple, V.K. Malik, C. Bernhard, T. Prokscha, A. Suter, Z. Salman, E. Morenzoni, G. Cristiani, H.-U. Habermeier, B. Keimer. Dimensionality control of electronic phase transitions in nickel-oxide superlattices. Science 332, 937 (2011).
- N. Driza, S. Blanco-Canosa, M. Bakr, S. Soltan, M. Khalid, L. Mustafa, K. Kawashima, G. Christiani, H.-U. Habermeier, G. Khaliullin, C. Ulrich, M. Le Tacon, B. Keimer. Long-range transfer of electron-phonon coupling in oxide superlattices. Nature Materials 11, 675 (2012).
- A. Frano, E. Schierle, M.W. Haverkort, Y. Lu, M. Wu, S. Blanco-Canosa, U. Nwankwo, A. V. Boris, P. Wochner, G. Cristiani, H.-U. Habermeier, G. Logvenov, V. Hinkov, E. Benckiser, E. Weschke, B. Keimer. Orbital control of noncollinear magnetic order in nickelate heterostructures. Phys. Rev. Lett. 111, 106804 (2013).